# Ciocile (gmina)
Ciocile – gmina w Rumunii, w okręgu Braiła. Obejmuje miejscowości Chichinețu, Chioibășești, Ciocile i Odăieni. W 2011 roku liczyła 2802 mieszkańców. 